# Mandsaur
Mandsaur là một thành phố và khu đô thị của quận Mandsaur thuộc bang Madhya Pradesh, Ấn Độ.

## Địa lý
Mandsaur có vị trí 24°04′B 75°04′Đ / 24,07°B 75,07°Đ Nó có độ cao trung bình là 428 mét (1404 feet).

## Nhân khẩu
Theo điều tra dân số năm 2001 của Ấn Độ, Mandsaur có dân số 116.483 người. Phái nam chiếm 52% tổng số dân và phái nữ chiếm 48%. Mandsaur có tỷ lệ 71% biết đọc biết viết, cao hơn tỷ lệ trung bình toàn quốc là 59,5%: tỷ lệ cho phái nam là 78%, và tỷ lệ cho phái nữ là 64%. Tại Mandsaur, 13% dân số nhỏ hơn 6 tuổi.